# Hamitic League of the World
Die Hamitic League of the World (Abk. HLW; Hamitische Weltliga) war eine afroamerikanische nationalistische Organisation, die 1917 von George Wells Parker (1882–1931) gegründet wurde. Ihre erklärten Ziele waren,

„[to] inspire the Negro with new hopes; to make him openly proud of his race and of its Great contributions to the religious development and civilization of mankind and to place in the hands of every race man and woman and child the facts which support the League’s claim that the Negro race is the greatest race the world has ever known. / dt. den Neger mit neuen Hoffnungen zu inspirieren; ihn offen stolz auf seine Rasse und ihre großen Beiträge zur religiösen Entwicklung und Zivilisation der Menschheit zu machen und jedem Mann, jeder Frau und jedem Kind der Rasse die Fakten in die Hand zu geben, die die Behauptung der Liga stützen, dass die Negerrasse die größte Rasse ist, die die Welt jemals gekannt hat.“

Das Wort „hamitisch“ bzw. „Hamiten“ aus der im 19. Jahrhundert entstandenen Hamitentheorie leitet sich von Ham ab, dem jüngsten Sohn Noahs im Alten Testament. Im Jahr 1918 veröffentlichte die Organisation Parkers Pamphlet Children of the Sun (Kinder der Sonne). Zu dieser Zeit wurde Cyril Briggs auch der Herausgeber ihrer Zeitschrift, The Crusader, die später die Zeitschrift der African Blood Brotherhood wurde, einer in New York City ansässigen Organisation zur Förderung des Afrozentrismus. Parker war mit dem Herausgeber Cyril Briggs befreundet, hat ihn aber nie persönlich getroffen.